# John Clark (football, 1941)
Ne doit pas être confondu avec John Clark (football, 1964).
Pour les articles homonymes, voir John Clark (homonymie) et Clark.
 (mai 2019).
John Clark, né le 13 mars 1941 à Bellshill et mort le 23 juin 2025, est un footballeur international écossais des années 1960.

## Carrière
Au poste de demi gauche, il fait partie de la célèbre équipe des « Lisbon Lions », qui remporte la Coupe des clubs champions européens en 1967 avec le Celtic de Glasgow. Il est sélectionné à quatre reprises en équipe nationale en 1966 et 1967.
Arrivé au Celtic en 1958, il quitte le club en 1971 après 318 matchs toutes compétitions confondues (et trois buts) et termine sa carrière à Morton. 
À partir de 1984, il réalise une carrière d'entraîneur à Cowdenbeath (1984-1985), Stranraer (1985-1987) puis Clyde (1987-1992).